# Bussière-Badil
Bussière-Badil è un comune francese di 375 abitanti situato nel dipartimento della Dordogna nella regione della Nuova Aquitania.

## Società

### Evoluzione demografica
Abitanti censiti